# Butia odorata
La palmera butiá (Butia odorata) es una especie del género Butia de la familia de las palmeras (Arecaceae). Habita en el centro-sureste de Sudamérica formando bosques monoespecíficos, conocidos localmente como "Palmares" y "butiazais" en Brasil.

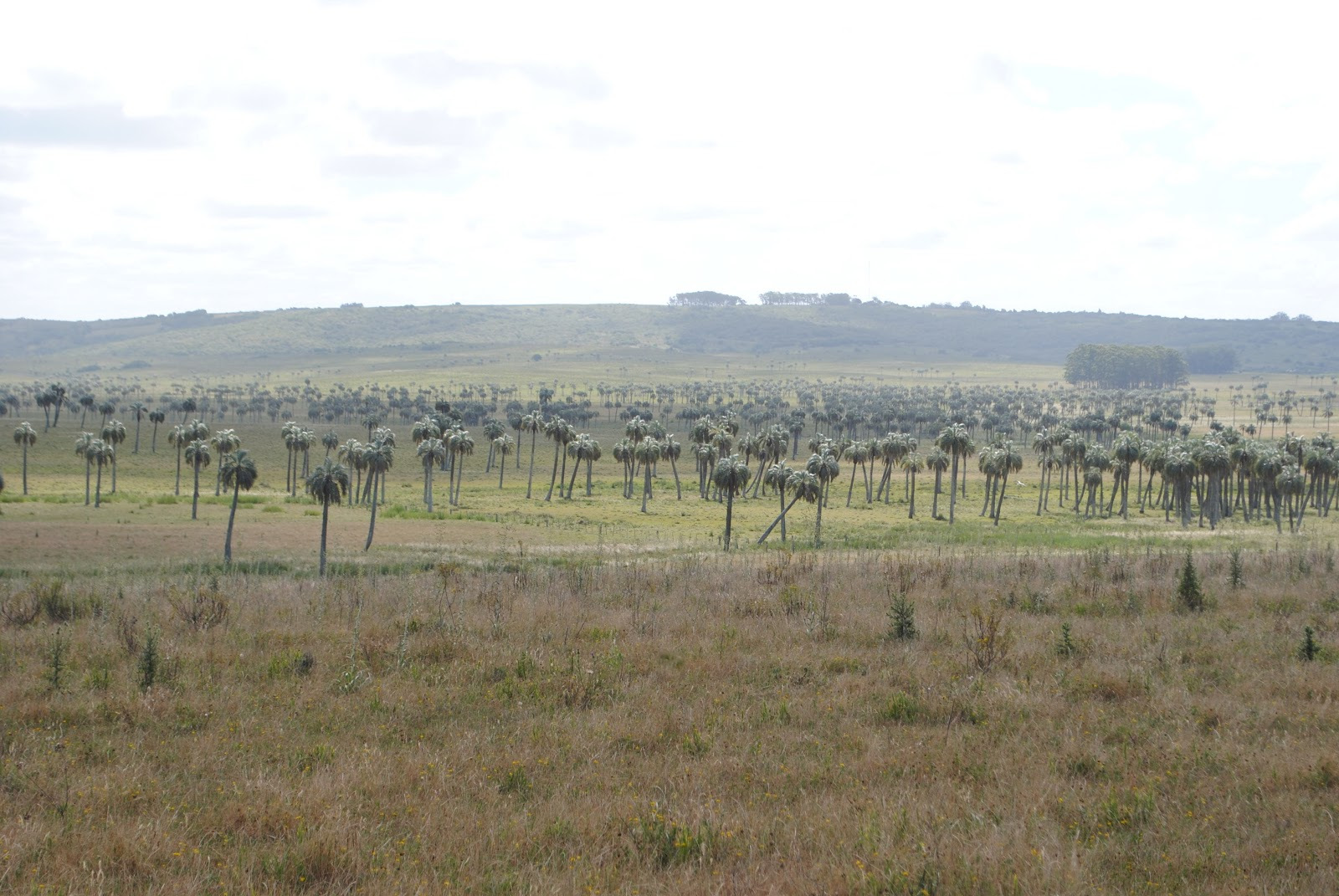
Bosque abierto monoespecífico de B. odorata en el valle de la cañada del Paso del Bañado, cerca de la laguna Negra, en la Ruta 16, Palmares de Castillos, departamento de Rocha, Uruguay.

## Distribución y hábitat
La palmera B. odorata es nativa del sur de Brasil, en el centro-este y sudeste del estado de Río Grande del Sur, siendo típica de la porción austral del distrito fitogeográfico de la Restinga, habitando hacia el interior en laderas serranas. También se encuentra en el este del Uruguay, en praderas y grandes planicies con drenaje deficiente, en las que forma extensos bosques monoespecíficos. También ocupa áreas arenosas, pedregosas, costa marina, albardones ribereños de las lagunas y se asocia a elementos selváticos y del monte ribereño que acompañan cursos fluviales. Cuentan con poblaciones naturales los departamentos de Cerro Largo, Maldonado, Rocha y Treinta y Tres.
Los ejemplares juveniles de esta palmera no soportan el pastoreo del ganado, por lo que sus formaciones puras, conocidas como “palmares”, están amenazadas por esta causa, ya que se ven impedidas de realizar la indispensable sucesión de edades, observándose sólo ejemplares centenarios.
En Argentina se la ha reportado como adventicia en la reserva Costanera Sur, en la ribera con el Río de la Plata en Buenos Aires.

## Características
B. odorata es una palmera de raíz profunda y hasta 9 metros de altura, con diámetros del estípite de entre 32 y 58 cm.
Las hojas son pinnadas, con el raquis recurvado, de color verde-azulado a grisáceo, de hasta 3 metros de longitud al final de un pecíolo de 60 cm de largo, subleñoso y con espinas. Los folíolos se insertan en el raquis en un único plano, formando de este modo una letra “V”. Las bases de las hojas quedan caídas adheridas al estípite. 
La floración ocurre hacia el final de la primavera, presentando inflorescencias amarillas o rojizas, de hasta 130 mm de largo, las que suman hasta 100 flores monoicas protegidas por una espata acanalada y leñosa; las masculinas ocupan el extremo del espádice y exhiben 6 estambres, 3 pétalos y 3 sépalos. Las femeninas tienen el ovario súpero y el perianto imbricado. Una característica diagnóstica es que en la inflorescencia las brácteas del tallo son más anchas cerca de la parte media de la parte expandida y se van adelgazando gradualmente hacia el ápice. La polinización es entomófila.

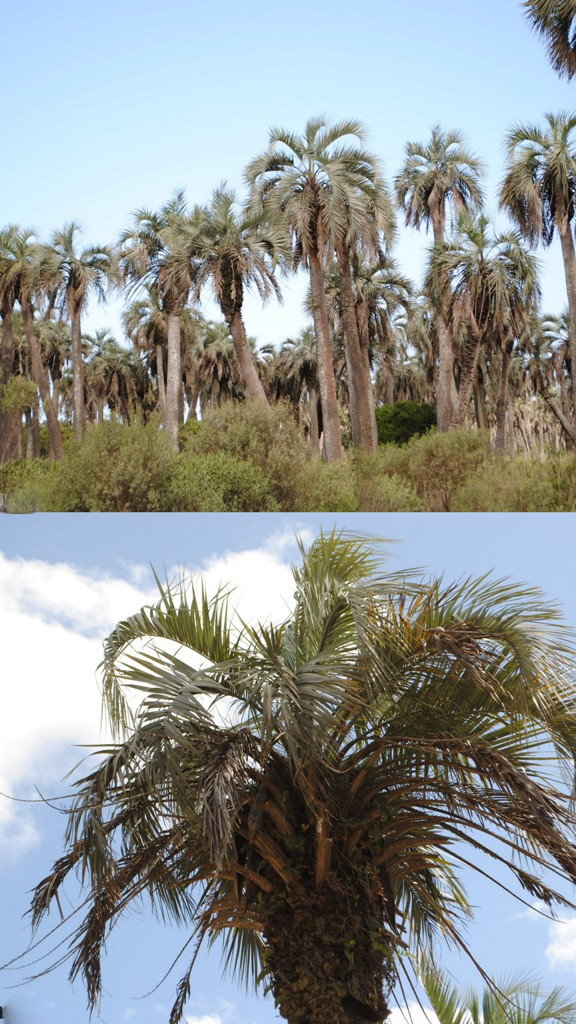
B. odorata en el valle de la cañada del Paso del Bañado, cerca de la laguna Negra, en la Ruta 16, Palmares de Castillos, departamento de Rocha, Uruguay.

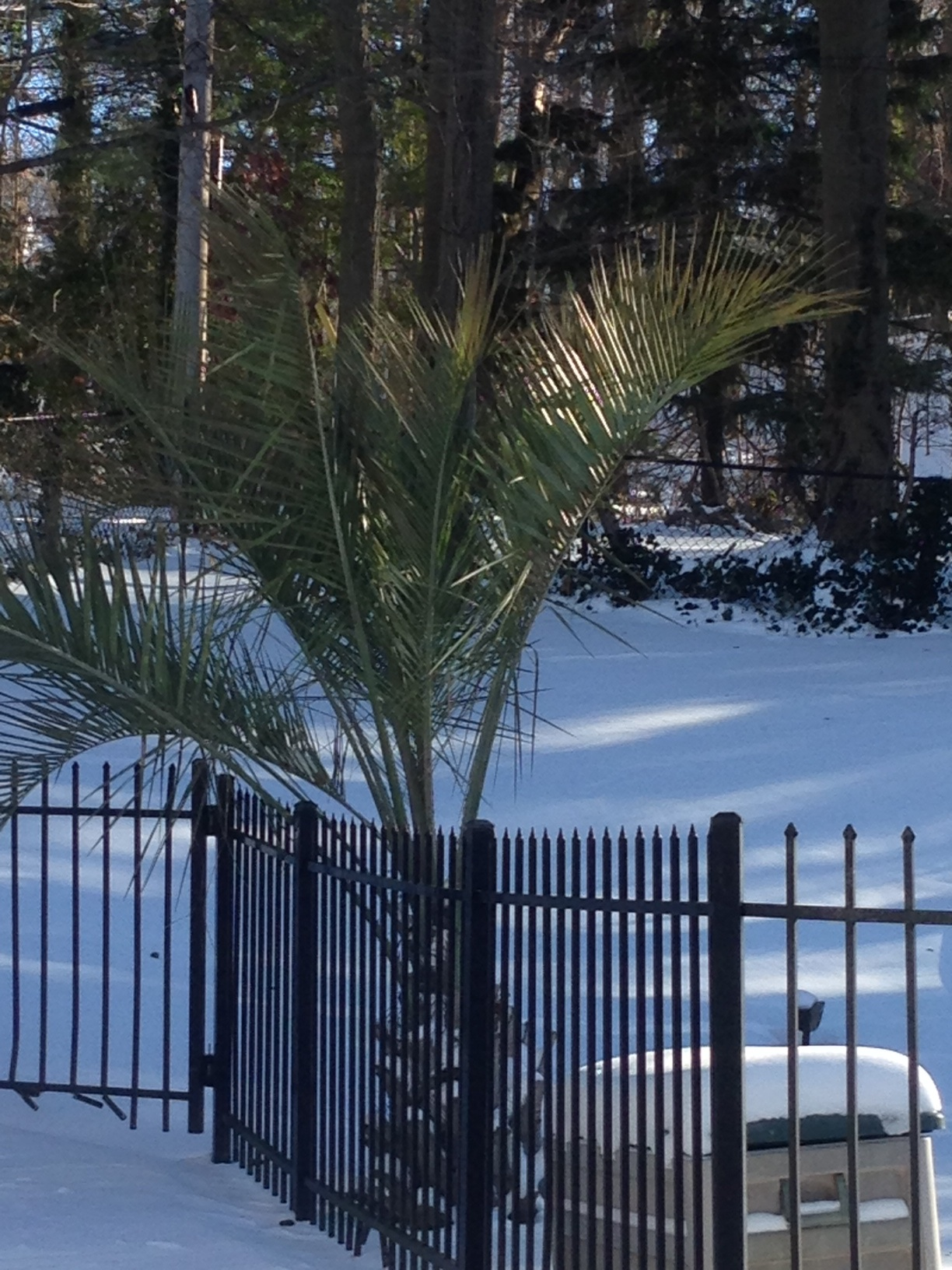
B. odorata es una de las especies de palmeras que mejor soporta el frío. En la imagen un ejemplar luego de una nevada cultivado en Roslyn Harbor en el estado de Nueva York, Estados Unidos.

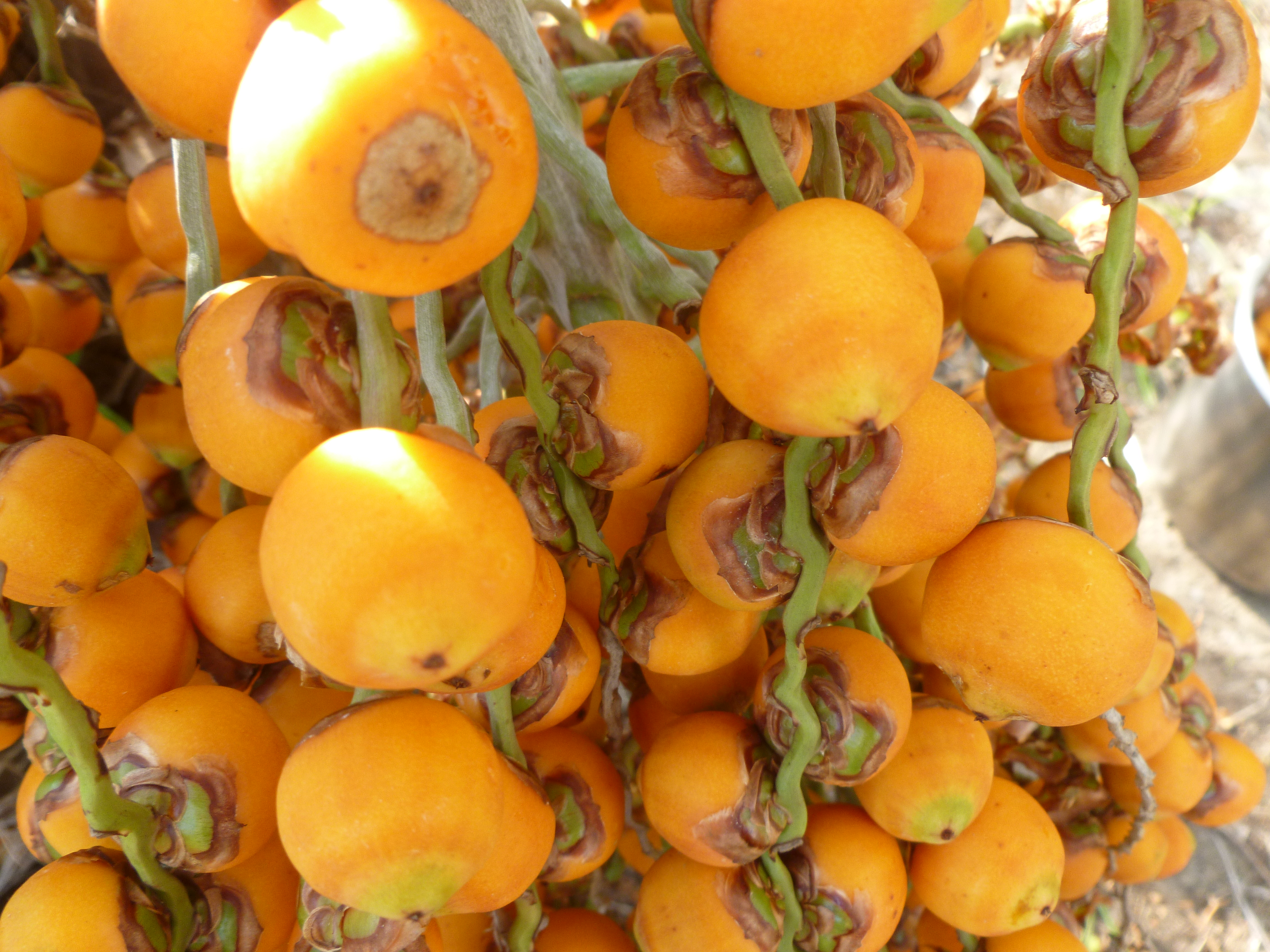
Frutos de B. odorata.

### Fruto
Fructifica en racimo, solo una vez en el año, a fin del verano austral y hasta comienzos del otoño (entre marzo y abril). El fruto es una drupa, esférica u oblonga, a menudo más ancha que larga, con diámetros de alrededor de 25 mm; su coloración es verde cuando aún no maduran y amarillo o naranja al madurar. Poseen abundante pulpa jugosa y aromática, de consistencia acuosa, comestible, posee sabor agridulce. El carozo es redondeado y marrón, el cual dispone de dos o tres semillas en su interior. Pueden consumirse frescos. También pueden macerarse en alcohol para obtener un licor; otro uso posible es hervirlos con azúcar para hacer dulce, mermelada. La semilla molida y torrada se puede emplear como sustituto del café. También se pueden utilizar para hacer vinagre. Es muy rico en vitamina C, según un estudio realizado por el Laboratorio Tecnológico del Uruguay (LATU). Las propiedades de este fruto, le da mayor valor al recurso natural el cual se encuentra en peligro de extinción.
Dispersión de semillas
La dispersión actual de sus semillas es por endozoocoria mediada por el zorro de las pampas

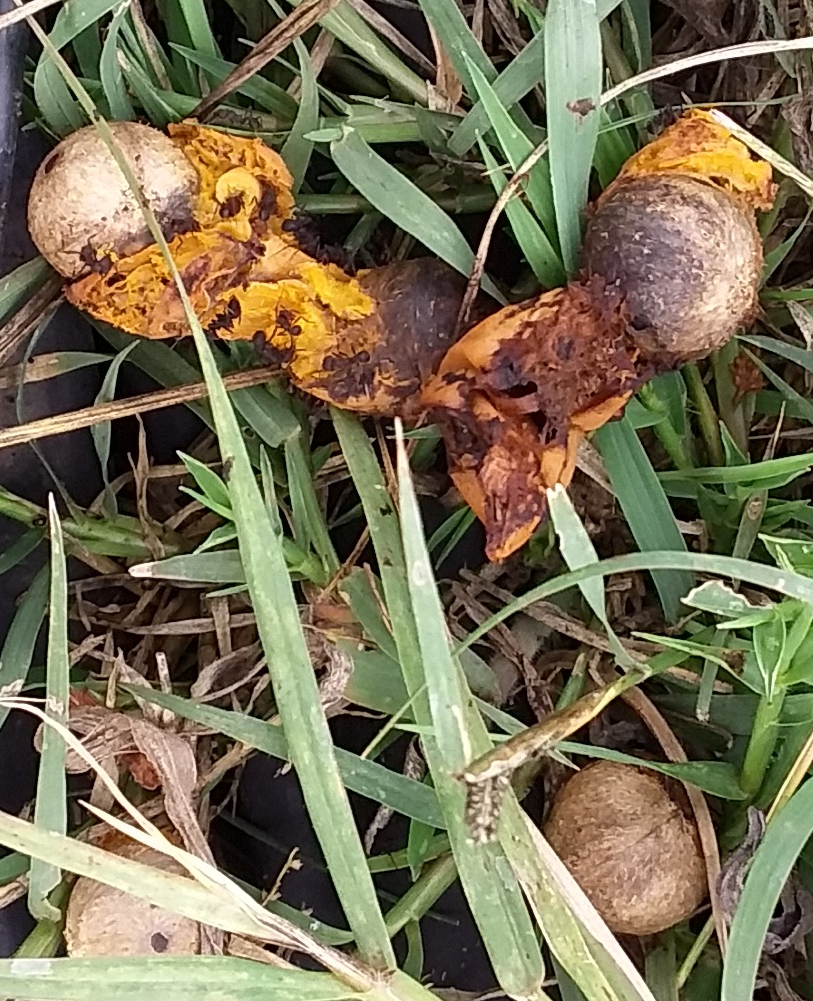
Heces zorro de las pampas con semillas de Butia odorata.

## Usos
Cultivo ornamental
Al ser Butia odorata una de las especies de palmeras que mejor soporta el frío (hasta -10 Cº) y la nieve, se la ha introducido al cultivo como planta ornamental en latitudes templadas y frías de todo el mundo. Prefiere suelos ligeramente alcalinos o neutros, bien drenados, sueltos, arenosos, aunque es una especie adaptable y muy resistente. Crece bien con exposición soleada, si bien con sombra moderada las hojas crecen más largas lo que le otorga al ejemplar un aspecto más elegante en comparación a los que son cultivados a pleno sol. Para un ritmo de crecimiento más veloz, durante la época de crecimiento precisa bastantes riegos y fertilización, pero en el invierno tolera bien la sequía. No es recomendable para climas tropicales.
Si bien naturalmente tienen distribuciones alopátricas, en cultivo se la suele confundir con la estrechamente emparentada yatay, la cual es más alta, de fruto incomestible más grande y alargado, y más sensible al exceso de humedad del suelo, no soportando el encharcamiento.
Utilización alimenticia
De sus semillas se extrae un aceite comestible. Los frutos maduros poseen abundante pulpa jugosa (rica en sacarosa) y comestible (cruda) para el ser humano, si bien pueden presentar algunos cierta acidez. Con dicha pulpa se preparan licores, mermeladas y salsas agridulces para acompañar carnes asadas. 
Utilización textil
Entre la década de 1930 hasta mediados de la década de 1970, en el sur de Brasil y el Uruguay esta palmera tenía una importancia económica en el rubro textil pues de sus hojas se extraía el llamado pelo vegetal, el que era utilizado en la fabricación de colchones y mantas.

## Taxonomía
Esta especie fue descrita originalmente en el año 1891 por el botánico brasileño João Barbosa Rodrigues bajo el nombre científico de Cocos odorata indicando que habitaba en campos de Río Grande del Sur y en la isla de los Padres, cerca del río Cebollatí (laguna Merín), Uruguay.
En el año 1916 Odoardo Beccari aceptó a medias el nombre propuesto por Barbosa Rodrigues pues creó Butia capitata var. odorata (Barb. Rodr.) Becc.
Butia capitata ya había sido descrita originalmente en el año 1826 por el botánico alemán Carl Friedrich Philipp von Martius bajo el nombre científico de Cocos capitata indicando que habitaba cerca de la ciudad de Montes Claros, en el estado de Minas Gerais, siendo una especie característica del cerrado y endémica de la región del Planalto Central de Brasil. Ambos taxones son claramente diferentes y las poblaciones naturalmente más próximas están separadas entre sí por unos 1000 kilómetros de distancia.
A pesar de esto, Glassman en el año 1979 pasó tanto a Cocos odorata como a Butia capitata var. odorata a la sinonimia de Butia capitata, si bien recomendó la necesidad de continuar estudiando el problema taxonómico.
En la segunda mitad de la década de 1990, el especialista en esta familia Henderson indicó sobre las palmeras de la población austral que: “...tal vez deberían ser reconocidas como una especie separada, en cuyo caso Butia odorata sería el nombre correcto”, postura que recibió el apoyo de otros especialistas.
En el año 2004 en su tesis doctoral, Marcato creó el nombre de Butia odorata (Barb.Rodr.) Noblick ex Marcato, pero nunca publicó su tesis ni el nombre. En ese mismo año Lorenzi y otros publicaron el nombre de Butia odorata (Barb.Rodr.) Noblick y Pirani, pero carecían de una referencia basionímica adecuada, por lo cual la transferencia fracasó.
En el año 2010 también Lorenzi y otros publicaron el nombre de Butia odorata Noblick y Lorenzi, pero tenía una referencia basionímica errónea, por lo que representa un nombre ilegítimo. 
Finalmente se publicó la transferencia Butia odorata (Barb. Rodr.) Noblick, la que pasó a ser considerada como la final, legal y oficial de Cocos odorata Barb. Rodr. hacia el género Butia, con su referencia basionímica correcta.
Etimología
El nombre genérico Butia proviene del nombre vernáculo dado en Brasil a los miembros de este género.